# Aon Center (Chicago)
L'Aon Center è un grattacielo situato al 200 di East Randolph Street, Chicago. Fu progettato dall'architetto Edward Durell Stone e completato nel 1973, come Standard Oil Building. Con 83 piani e un'altezza di 346 m (1136 piedi), è il quarto edificio più alto di Chicago. È il decimo grattacielo più alto negli Stati Uniti e l'ottantaseiesimo più alto nel mondo. L'edificio è gestito da Jones Lang LaSalle.

## Storia
Quando fu completato, nel 1973, era il più alto edificio di Chicago e il quarto al mondo, guadagnandosi il soprannome di Big Stan (un anno più tardi fu superato dalla Sears Tower, sempre a Chicago). L'edificio ha una struttura tubolare in acciaio con elementi di controventamento progettati per resistere ai terremoti e per smorzare l'oscillazione che l'azione del vento imprime alla torre.
Una volta completato, fu rivestito di marmo di Carrara che tuttavia si dimostrò presto inadatto per il rigido inverno di Chicago: nel 1974, appena un anno dopo il completamento, una lastra di marmo si distaccò e penetrò in un edificio vicino. Per ovviare al problema, furono aggiunte cinghie d'acciaio inossidabile per assicurare i pannelli alle facciate. In seguito, tra il 1990 e il 1992, l'intero rivestimento è stato sostituito con pannelli in granito bianco di Mount Airy, per un costo stimato di oltre 80 milioni di dollari.
Lo Standard Oil Building è stato rinominato "Amoco Building", quando la società ha cambiato nome nel 1985. Nel 1998, la Amoco vendette l'edificio al Blackstone Group per un importo stimato tra i 430 e i 440 milioni di euro. È stato rinominato come Aon Center il 30 dicembre 1999, anche se la Aon Corporation non diventò l'inquilino principale fino al settembre 2001. Nel maggio 2003 la Wells Real Estate Investment Trust, ha acquistato l'edificio per 465 milioni di euro.

## Illuminazione esterna
Nei primi anni ottanta le luci degli uffici sono state attivate per formare una grande croce durante il periodo natalizio. Negli ultimi anni i piani superiori del palazzo vengono illuminati di notte affinché riflettano una particolare stagione. L'arancio è stato utilizzato per il Ringraziamento, verde o rosso per il Natale, e il rosa durante la Cancer Awareness Month.

## Inquilini
- Aon
- Kirkland & Ellis
- DDB Worldwide
- Element 79
- Jones Lang LaSalle
- Daniel Edelman Inc.
- Local Inc.
- ThoughtWorks
- RH Donnelly
- Strata Decision Technology
- Chicagoland Chamber of Commerce
- The Mid-America Club